# 吉列尔梅·马德鲁加
吉列尔梅·米兰达·马德鲁加·戈麦斯（葡萄牙語：Guilherme Miranda Madruga Gomes，2000年11月11日—），巴西职业足球运动员，司职中场，现效力于中超俱乐部山东泰山。

## 职业生涯
马德鲁加出生于南马托格罗索州大坎普，但在同州城市西圣加布里埃尔长大，受父亲的影响，他在13岁时开始职业生涯。虽然马德鲁加希望成为一名手球运动员，但他仍然回到家乡与祖父母同住，并在代表伊帕廷加之前为当地一所学校踢球。
2017年，在为若泽博尼法西乌体育效力一段时间后，马德鲁加加入巴西体育青年队。2019年2月23日，他在巴西体育主场6-1战胜普雷图河体育的圣保罗州A3联赛比赛中首次代表职业俱乐部出场。
2019年7月13日，马德鲁加在巴西体育客场1-1战平陶巴特体育的圣保罗州杯比赛中打入首个职业俱乐部进球。2021年8月，他被租借至圣保罗州乙级联赛球队卡坦杜瓦。
返回巴西体育后，除在圣保罗州杯中出场之外，马德鲁加只参加了2022年圣保罗州A3联赛的一场比赛。2022年11月18日，他被租借至巴乙联赛球队圣保罗博塔弗戈，合同为期一年。
2023年6月27日，在与新奥里藏特人的比赛中，马德鲁加在禁区外打入一粒倒钩进球，这粒进球帮助球队以1-0取胜，并使他获得了2023年国际足联普斯卡什奖的提名；同时，这也是他为俱乐部打进的首个进球。10月21日，他在主场2-0战胜同一对手的比赛中打入博塔弗戈队的第二个进球，这次是在中线附近。
2023年10月24日，博塔弗戈行使了马德鲁加的买断条款，为新赛季购买了他60%的所有权。